# Scaun

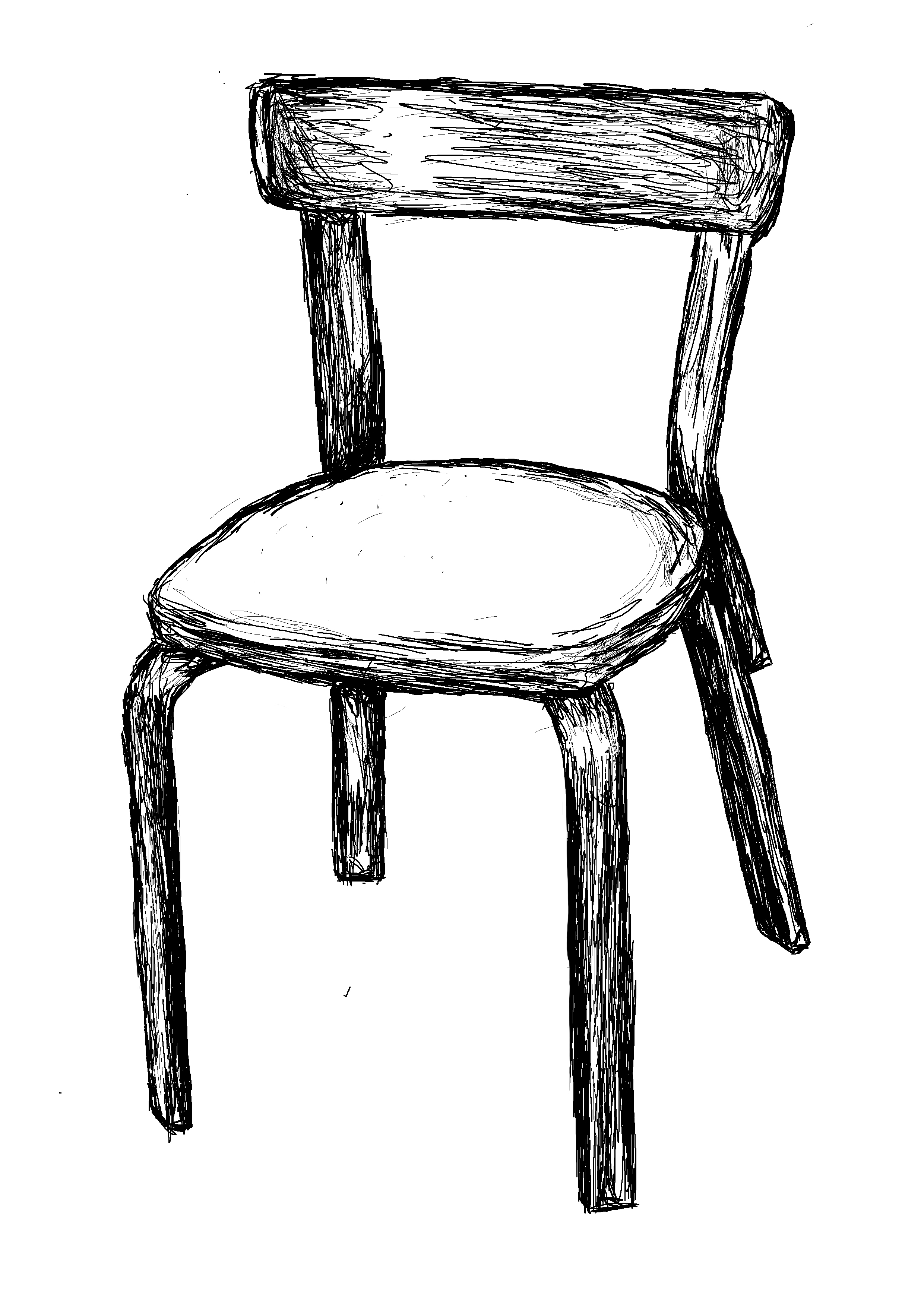

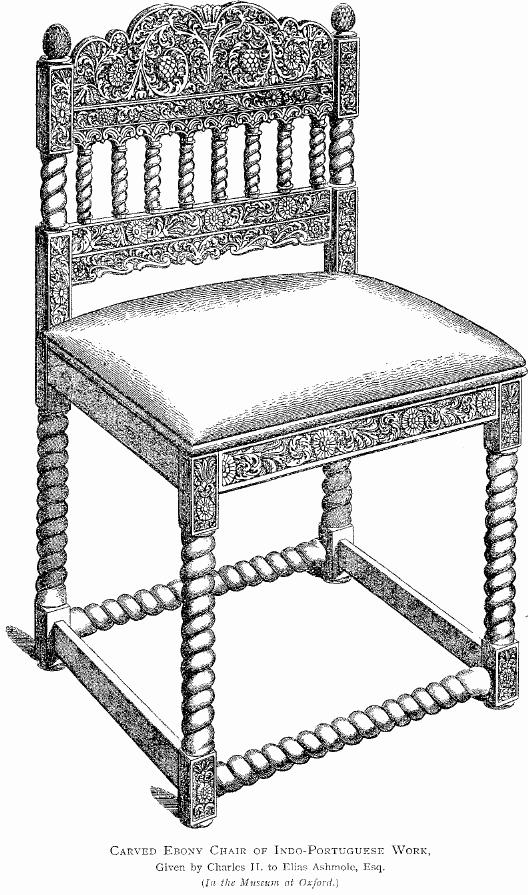
Tron

Scaunul este o piesă de mobilier, de cele mai multe ori mobilă, realizată în scopul așezării unei persoane, care constă din șezut, spătar, picioare și elemente de legătură.  
Este una dintre cele mai vechi piese de mobilier datând din timpul Dinastiei III egiptene (cca 2650-2775 î.Hr.) 
Scaunele au cel mai adesea patru picioare (dar pot avea uneori și trei sau chiar unul, în cazul celor rotative) pentru a suștine șezutul la o oarecare înălțime deasupra podelei sau deasupra nivelului de bază. 
Există scaune care nu au spătar sau brațe de odihnire a mâinilor, care se numesc taburete sau, popular, „scaune de bar”.  O sofa sau un fotoliu reprezintă scaune mai mari și mai confortabile, marcând o tranziție între scaun și pat, care pot susține una, două sau chiar mai multe persoane.  O bancă reprezintă un scaun extins, care poate susține mai multe persoane atât în interior cât și în exterior.  Un scaun dintr-un vehicul este numit pur și simplu "scaun", în timp ce scaunul din spatele oricărui vehicol este mai degrabă o canapea decât un scaun. 
Spătarele unor scaune pot fi extinse deasupra înălțimii capetelor celor ce le folosesc.  Ele se numesc rezemătoare sau, cu un termen derivat din franceză, tetiere.  În cazul autovehiculelor, acestea sunt importante pentru prevenirea rănirilor la gât, care pot fi uneori fatale.
Cel mai vechi scaun din lume este al " Ganditorul de la Hamangia" mai vechi cu cca o mie de ani decat cel din Egipt.

## Materiale
Scaunele pot fi realizate din lemn, metal sau alte materiale rezistente, cum ar fi piatra sau acrilul. În unele cazuri, mai multe materiale sunt folosite pentru a construi un scaun; de exemplu, picioarele și cadrul pot fi realizate din metal, iar scaunul și spătarul pot fi din plastic. Scaunele pot avea suprafețe dure din lemn, metal, plastic sau alte materiale, sau unele sau toate aceste suprafețe dure pot fi acoperite cu tapițerie sau căptușeală. Designul poate fi realizat din materiale poroase sau poate fi găurit cu găuri pentru decorare; un spate jos sau goluri pot asigura ventilație. Spatele se poate extinde deasupra înălțimii capului ocupantului, care poate conține opțional o tetieră. Scaunele pot fi, de asemenea, fabricate din materiale mai creative, cum ar fi materiale reciclate, cum ar fi cărămizi de joacă din lemn, creioane, tuburi sanitare, frânghie, carton ondulat și țevi din PVC.
În cazuri rare, scaunele sunt realizate din materiale neobișnuite, mai ales ca formă de artă sau experimentare. Raimonds Cirulis, un designer de interior leton, a creat un scaun vulcanic suspendat, realizat manual din rocă vulcanică. Peter Brenner, un designer german de origine olandeză, a creat un scaun făcut din zahăr de acadea – 27 kg de zahăr de cofetarie.